# USB Implementers Forum
USB Implementers Forum (USB-IF) este o organizație non-profit care se ocupă cu definirea și dezvoltarea standardului USB (Universal Serial Bus). Principalele sale activități sunt promovarea și comercializarea USB, Wireless USB, USB On-The-Go, precum și dezvoltarea și monitorizarea respectării adoptării specificațiilor USB. De asemenea,  forumul facilitează dezvoltarea de periferice USB compatibile de înaltă calitate. 

După dizolvarea PCMCIA în anul 2009, USB-IF este responsabil și pentru specificația ExpressCard.
USB-IF a fost creat în 1995 de către un grup de companii printre care Intel, IBM, Compaq, Digital, Microsoft, NEC și Nortel.
Consiliul de administrație este format din reprezentanții companiilor Apple, HP, Intel, Microsoft, Renesas Electronics, STMicroelectronics, Texas Instruments. 
În prezent, USB-IF reunește 744 de companii.
În 1996 organizația a introdus prima specificație, USB 1.0, până în 1998 au lansat celebrul USB 1.1. În 2014 a fost anunțată noua conexiune USB-C, și pe 29 august 2019 USB4 bazat pe specificația protocolului Thunderbolt.
Grupurile de lucru din USB-IF sunt:
- Device Working Group (Grupul de lucru pentru dispozitive)
- Compliance Committee (Comitetul de conformitate)
- Marketing Committee (Comitetul de marketing)
- On-The-Go Working Group (Grupul de lucru USB On-The-Go)[3]